# Осипенко Володимир Олексійович
Володимир Олексійович Осипенко — сержант Збройних сил України, учасник російсько-української війни, що загинув у ході російського вторгнення в Україну в 2022 році.

## Життєпис
Народився 9 травня 1966 в селищі Олишівка Чернігівської області. 
Здобув фах машиніста технологічних компресорів у Мринському професійно-технічному училищі. Працював на Мринському газосховищі. 
Брав участь в АТО. 
Під час повномасштабного вторгнення повернувся до служби. 
Сержант, служив старшим навідником гранатометного взводу лавах 58-ої окремої мотопіхотної бригади імені гетьмана Івана Виговського .

## Нагороди
- орден «За мужність» III ступеня (2022, посмертно) — за особисту мужність і самовіддані дії, виявлені у захисті державного суверенітету та територіальної цілісності України, вірність військовій присязі.